# Eilema iberica
Eilema iberica är en fjärilsart som beskrevs av Mentzer 1980. Eilema iberica ingår i släktet Eilema och familjen björnspinnare. Inga underarter finns listade i Catalogue of Life.